# پال فیکس
پائول فیکس (انگلیسی: Paul Fix؛ ۱۳ مارس ۱۹۰۱ – ۱۴ اکتبر ۱۹۸۳) بازیگر اهل ایالات متحده آمریکا بود.

## فیلم‌شناسی
از فیلم‌هایی که وی در آن نقش داشته است، می‌توان به مخمصه، قمارباز و دخترک، جانی گیتار، بدذات، کشتن مرغ مقلد، شرلوک هولمز و سلاح سری، صورت زخمی، فرشته و راهزن، غول، نیروی اهریمن، متکبرها، دکتر سایکلاپس، دختر بد، رودخانه سرخ، در اکلاهمای سابق، پسران کتی الدر، به دنبال مرد لاغر اشاره کرد.